# Cvetojevac
Cvetojevac (izvirno srbsko Цветојевац) je naselje v Srbiji, ki upravno spada pod mesto Kragujevac; slednje pa je del Šumadijskega upravnega okraja.

## Demografija
V naselju živi 602 polnoletnih prebivalcev, pri čemer je njihova povprečna starost 43,2 let (42,0 pri moških in 44,4 pri ženskah). Naselje ima 224 gospodinjstev, pri čemer je povprečno število članov na gospodinjstvo 3,21.
|  |

| Demografija | Demografija     | Demografija     |
| Leto        | Št. prebivalcev | Št. prebivalcev |
| ----------- | --------------- | --------------- |
|             |                 |                 |
|             |                 |                 |
|             |                 |                 |
|             |                 |                 |
| 1948        | 762             |                 |
| 1953        | 772             |                 |
| 1961        | 743             |                 |
| 1971        | 695             |                 |
| 1981        | 692             |                 |
| 1991        | 776             | 767             |
| 2002        | 734             | 719             |
|             |                 |                 |

| Etnična sestava po popisu iz leta 2002 | Etnična sestava po popisu iz leta 2002 | Etnična sestava po popisu iz leta 2002 | Etnična sestava po popisu iz leta 2002 | Etnična sestava po popisu iz leta 2002 |
| -------------------------------------- | -------------------------------------- | -------------------------------------- | -------------------------------------- | -------------------------------------- |
| Srbi                                   | Srbi                                   |                                        | 711                                    | 98,88%                                 |
| Slovenci                               | Slovenci                               |                                        | 1                                      | 0,13%                                  |
| Slovaki                                | Slovaki                                |                                        | 1                                      | 0,13%                                  |
| Makedonci                              | Makedonci                              |                                        | 1                                      | 0,13%                                  |
| Neznano                                | Neznano                                |                                        | 5                                      | 0,69%                                  |